# Saint-Loup-en-Champagne
Saint-Loup-en-Champagne ist eine französische Gemeinde mit 340 Einwohnern (Stand: 1. Januar 2022) im Département Ardennes in der Region Grand Est (bis 2015 Champagne-Ardenne). Sie gehört zum Arrondissement Rethel, zum Kanton Château-Porcien sowie zum Gemeindeverband Pays Rethélois. Thions werden die Einwohner genannt.

## Geographie
Umgeben wird Saint-Loup-en-Champagne von den Nachbargemeinden Blanzy-la-Salonnaise im Norden und Nordwesten, Avançon im Norden und Nordosten, Tagnon im Osten, dem Saint-Remy-le-Petit und L’Écaille im Süden, Roizy im Südwesten sowie Aire im Nordwesten.

## Bevölkerungsentwicklung
| Jahr                      | 1962 | 1968 | 1975 | 1982 | 1990 | 1999 | 2006 | 2011 | 2016 |
| Einwohner                 | 249  | 232  | 201  | 220  | 217  | 223  | 243  | 241  | 315  |
| Quelle: Cassini und INSEE |      |      |      |      |      |      |      |      |      |

## Sehenswürdigkeiten

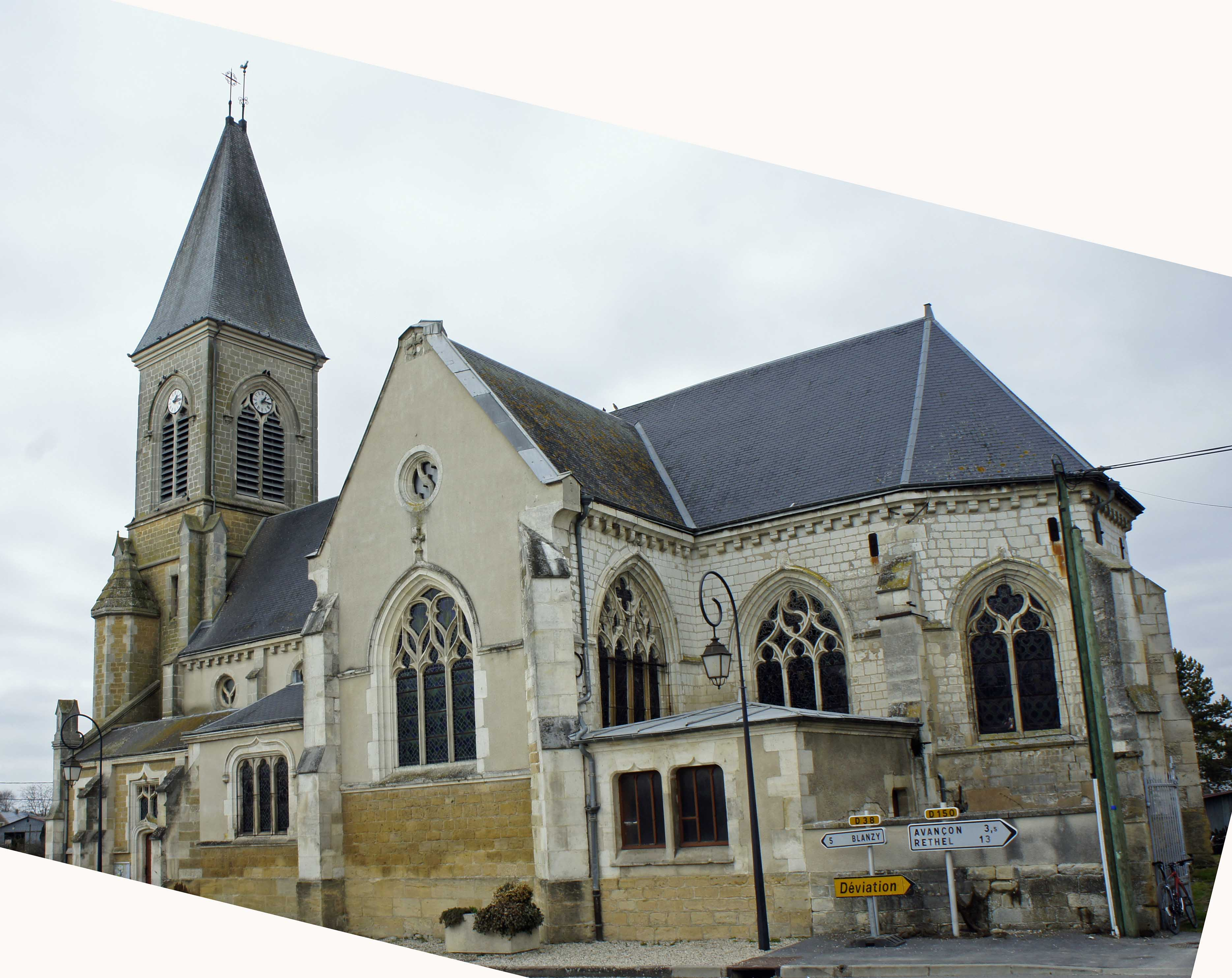
Kirche Saint-Loup

- Kirche Saint-Loup